# Фрањевачка теологија Сарајево
Фрањевачка теологија Сарајево је високошколска установа фрањевачке провинције Босне Сребрене.

## Историја
За почетак богословског образовања унутар јурисдикције Босне Сребрене може се узети 14. вијек. У раздобљу послије Тридентског сабора 1563, Босна Сребрена је имала неколико училишта у Будиму, Пожеги, Шибенику, Осијеку и другим градовима. Фрањевци Босне Сребрене образовали су се и у Италији и хабзбуршким земљама. Училишта у Фојници и Крешеву основана су 1851. године. У самостану Горица у Ливну је обједињене богословске студије за цијелу Босну Сребрену. Студије су 1909. премјештен у самостан Свете Ане на Бистрику у Сарајеву. У Ковачићима, сарајевској четврти, саграђена је нова зграда Теологије 1942. године, а двије године касније је уздигнута у ранг факултета. Нове комунистичке власти су 1947. национализоване граде изграђену за вријеме Независне Државе Хрватске и у њу смјестиле Шумарски и Пољопривредни факултет. Теологија је поново враћена на Бистрик.

## Савремено доба
С обзиром на то да на Бистрику није било услова за студије, градња Фрањевачке теологије у сарајевском насељу Неџарићи почиње 1966. године. Факултет се у нове просторије уселио и почео са радом 1968. године. Просторије факултета заузела је Војска Републике Српске 8. јуна 1992. и зграда је остала под српском контролом до фебруара 1996. године. За то вријеме факултет је наставио са радом у Самобору у Хрватској.
Теологија се вратила у Сарајево 20. марта 1997. године.

## Наставни програм
Студије за богослове до свештеничког рукоположења траје шест година, односно 12 семестара.